# Wetherington (Ohio)
Wetherington es un lugar designado por el censo ubicado en el condado de Butler en el estado estadounidense de Ohio. En el Censo de 2010 tenía una población de 1302 habitantes y una densidad poblacional de 554,86 personas por km².

## Geografía
Wetherington se encuentra ubicado en las coordenadas 39°21′48″N 84°22′36″O / 39.36333, -84.37667. Según la Oficina del Censo de los Estados Unidos, Wetherington tiene una superficie total de 2.35 km², de la cual 2.35 km² corresponden a tierra firme y (0%) 0 km² es agua.

## Demografía
Según el censo de 2010, había 1302 personas residiendo en Wetherington. La densidad de población era de 554,86 hab./km². De los 1302 habitantes, Wetherington estaba compuesto por el 90.55% blancos, el 2.76% eran afroamericanos, el 0.23% eran amerindios, el 5.76% eran asiáticos, el 0% eran isleños del Pacífico, el 0.08% eran de otras razas y el 0.61% pertenecían a dos o más razas. Del total de la población el 1.84% eran hispanos o latinos de cualquier raza.